# Valve Corporation
Valve Corporation (також відома як Valve Software або просто Valve) — американська компанія, що займається розробкою відеоігор та цифровою дистрибуцією, та яка базується в місті Белв'ю, штат Вашингтон. Створена компанія в 1996 році колишніми працівниками Microsoft — Майком Гаррінґтоном та Ґейбом Ньюелом. Valve найбільш відома завдяки грі Half-Life, яка була випущена в 1998 році, цифровою дистрибуційною платформою Steam (запущена у 2002 році) та ігровим графічним рушієм Source (вперше представлений у 2004 році).

## Історія

### Заснування таHalf-Life(1996—2003)

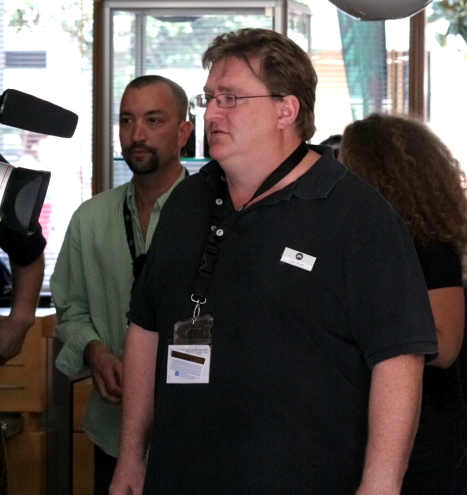
Гейб Ньюелл (на передньому плані) і Даг Ломбарді (на фоні), 2007 рік

Valve була заснована в 1996 році колишніми співробітниками Microsoft Гейбом Ньюеллом і Майком Гарінґтоном. Ньюелл провів попередні 13 років у Microsoft, розробляючи Windows, зокрема порт Doom для Windows 95. Бажаючи розпочати нову справу, використовуючи свої спільні статки, Ньюелл і Гаррінґтон заснували Valve, L.L.C. у Кіркленді, штату вашингтон, близько п'яти миль від кампусу Microsoft в Редмонді, 24 серпня 1996, в день одруження Ньюелла. На відміну від тогочасного стилю індустрії, Ньюелл не хотів, щоб назва компанії натякала на «переповненими тестостероном м'язами та „екстримом“ у чомусь». Альтернативними назвами, які розглядали Ньюелл і Гарінґтон, були Hollow Box, Fruitfly Ensemble і Rhino Scar.
Першою грою Valve стала Half-Life, шутер від першої особи з елементами горрору. Розробці допоміг доступ до рушія Quake розробленого id Software, який Valve модифікувала у свій рушій GoldSrc. Після труднощів з пошуком видавця Valve зрештою підписала контракт із Sierra On-Line. Half-Life вийшла у листопаді 1998 року і мала позитивне сприйняття гравців та критиків а також значний комерційний успіх. Завдяки своїй реалістичності, сценарній послідовності і неприривній оповіді вона мала тривалий вплив; згідно з IGN у 2014 році, історія жанру FPS "досить чітко розбивається на епохи до і після Half-Life ".
Valve залучила Gearbox Software для розробки трьох доповнень для Half-Life : Opposing Force (1999), Blue Shift (2001) і Decay (2001). У 1998 році Valve придбала TF Software, групу, що створила популярний мод Team Fortress для Quake, і портувала його для GoldSrc як Team Fortress Classic у 1999 році. Valve випустила комплект розробки програмного забезпечення (SDK) для рушія GoldSrc, що полегшило численні модифікації, створені користувачами. Вони придбали розробників одного популярного моду, Counter-Strike, щоб створити окрему гру Counter-Strike. Задоволений успіхом Valve, Гаррінгтон пішов у 2000 році.

### Source, Steam іHalf-Life 2(2003—2010)
У 2003 році Valve переїхала до Белв'ю, штат Вашингтон, і перекорпорувалась як Valve Corporation. У 2010 році офіс переїхав до більшого приміщення в Бельв'ю. У 2016 році Valve орендувала дев'ятиповерховий комплексLincoln Square у центрі Белв'ю, подвоївши розміри своїх офісів.
Valve розпочала розробку Half-Life 2 через шість місяців після релізу першої Half-Life, використовуючи свій новий власний рушій Source. Завдяки передовій фізичній системі та зосередженню на сюжеті та персонажах вона отримала значне визнання критиків після випуску в 2004 році. До 2011 року було продано 12 мільйонів копій гри. У 2002 році Valve запустила Steam, цифровий магазин і платформу доставки контенту. Спочатку Steam пропонував лише ігри Valve і був обов'язковим для встановлення Half-Life 2, але згодом став видавцем ігор і для сторонніх розробників. Коли Valve стала власним видавцем через Steam, вона перейшла до пласкої організації ; Окрім виконавчого керівництва, Valve не має керівників, і компанія використовує відкриту систему розподілу, що дозволяє працівникам переміщатися між відділами за бажанням.
Після багатьох років витрачених на розробку Half-Life 2 Valve перейшла до епізодичної розробки, плануючи частіше випускати коротші ігри. Half-Life 2: Episode One, що була першою в запланованій трилогії епізодичних продовжень Half-Life 2, вийшла в 2006 році. Half-Life 2: Episode Two вийшла у 2007 році разом із багатокористувацькою грою Team Fortress 2 і головоломкою Portal, розробленою на основі студентського проєкту Narbacular Drop.
У січні 2008 року Valve оголосила про придбання Turtle Rock Studios, що була перейменована на Valve South. Turtle Rock розробила Left 4 Dead і Left 4 Dead 2 під час співпраці з Valve. У березні 2010 року Turtle Rock Studios знову відокремилася від Valve.

### Перехід до послуг (2010—2014)

Логотип до 2018 року

У 2010 році Valve найняла IceFrog, розробника Defense of the Ancients, модифікації Warcraft III. IceFrog очолив розробку продовження, не пов'язаного з елементами Warcraft, Dota 2 випущену в 2013 році. Разом із Dota 2 у 2011 році Valve започаткувала The International — щорічний кіберспортивний турнір з Dota 2 із призовим фондом, який спонсує Valve, і кошти від мікротранзакцій із придбаних гравцями бойових пропусків. Valve випустила Portal 2 у квітні 2011 року. Як і у випадку з оригінальною Portal, Valve найняла команду студентів Digipen, щоб допомогти розробці; команда Tag: The Power of Paint реалізувала новий геймплей з гелями.
У грудні 2012 року Valve придбала Star Filled Studios, студію з двох осіб, щоб відкрити офіс у Сан-Франциско. Valve завершила операцію в серпні 2013 року, коли вирішила, що від неї мало користі. На саміті DICE у 2013 році Ньюелл оголосив, що він і режисер Джей Джей Абрамс співпрацюють над створенням фільму Half-Life або Portal, а також можливої гри.
У 2010-х Valve випустила менше ігор. Натомість досліджував апаратне забезпечення. Ньюелл мав намір зробити Valve більше схожою на Nintendo, яка розробляє ігри нарівні з апаратним забезпеченням, дозволяючи їм створювати інноваційні ігри, такі як Super Mario 64. Valve спочатку зосереджувалася на доповненій реальності, але в 2013 році Ньюелл звільнив багато співробітників, щоб зосередитися на віртуальній реальності. У 2015 році Valve випустила Steam Machine, лінійку ігрових комп'ютерів, що не здобули успіху.
Коментатори ЗМІ припустили, що перехід Valve до постачальника послуг із Steam, який приніс приблизно 3,4 мільярда доларів у 2017 році, відштовхнув її від розробки ігор. Valve скасувала ігри, включно з численними проєктами Half-Life (включаючи Episode Three), Left 4 Dead 3, Soulslike гру і гру A.R.T.I. на основі вокселів. Додаткові VR-проєкти включали SimTrek, розроблений членами команди розробників Kerbal Space Program, і новий VR-пристрій Vader, який виявився занадто дорогим для споживачів. За словами дизайнера Робіна Вокера, велика кількість проєктів, які не набули популярності, без спільного бачення завдали шкоди моральному духу. Багато гравців розчарувалися в очікуванні нової гри Half-Life.

### Source 2, віртуальна реальність іHalf-Life: Alyx(2015–сьогодення)
Valve анонсувала рушій Source 2 у березні 2015 року та портувала на нього Dota 2 того ж вересня. Того року Valve співпрацювала з компанією HTC для розробки HTC Vive, VR гарнітури , випущеної в 2016 році. Valve експериментувала з VR-іграми, а в 2016 році випустила The Lab, збірку VR-міні-ігор.
Valve визнала, що багатьом гравцям потрібна більш амбітна VR AAA-гра, і почала досліджувати розробку великої VR гри. Вони розробили кілька прототипів, а до 2017 року розроблялися ще три VR-проєкти. Виявивши, що системи порталів їхньої серії головоломок Portal дезорієнтує у VR, вони зупинилися на Half-Life. Вокер сказав, що Half-Life 3 була «страшно лякаючою перспективою», і команда бачила VR як спосіб повернутися до серії.
Повна розробка VR гри Half-Life почалася приблизно в кінці 2016 року з найбільшою командою в історії Valve. У січні 2017 року Valve придбала компанію Impulsonic, що розробила 3D-аудіо. У квітні 2018 року Valve придбала незалежну студію Campo Santo, відому за пригодницькою грою Firewatch 2016 року. Campo Santo планувала розробляти власні ігри під керівництвом Valve, хоча спочатку вона допомагала розробляти Half-Life: Alyx.
У листопаді 2018 року Valve випустила Artifact, цифрову колекційну карткову гру, засновану на Dota 2, з дизайном Річарда Гарфілда, творця Magic: The Gathering. Artifact мав незвичайну платну механіку для отримання нових карт і не привернув великої бази гравців, втративши 95 % гравців через кілька місяців після випуску. У квітні 2021 року Valve припинила спроби перезапустити проєкт, заявивши, що не знайшла достатньо зацікавлених гравців, щоб виправдати розвиток. У червні 2019 року Valve випустила VR шолом Valve Index. Вона також випустила Dota Underlords у ранній доступ, автобаттлер заснований на Dota Auto Chess створеному спільнотою Dota 2.
У березні 2020, Valve випустила Half-Life: Alyx, VR гру. Вона отримала позитивне сприняття і була описана як перший убивчий застосунок VR. Ньюелл у січні 2021 казав що успіх Alyx надихнув на розробку більшої кількості нових ігор. Valve об'єдналась з Netflix для створення Dota: Dragon's Blood, анімованого телевізійного серіалу заснованому на Dota, представленого в березні 2021. У лютому 2022, Valve випустила Steam Deck, портативну ігрову систему на SteamOS. У березні 2023, Valve анонсувала Counter-Strike 2.

## Продукція

### Ігри
| Назва                            | Рік випуску | Жанр              | Платформи                                          |
| -------------------------------- | ----------- | ----------------- | -------------------------------------------------- |
| Half-Life                        | 1998        | FPS               | Windows, PlayStation 2, Linux                      |
| Team Fortress Classic            | 1999        | FPS               | Windows, Linux                                     |
| Half-Life: Opposing Force        | 1999        | FPS               | Windows, Linux                                     |
| Counter-Strike                   | 2000        | FPS               | Windows, Xbox, Linux                               |
| Ricochet                         | 2000        | Action-adventure  | Windows, Linux                                     |
| Deathmatch Classic               | 2000        | FPS               | Windows, Linux                                     |
| Half-Life: Blue Shift            | 2001        | FPS               | Windows, Linux                                     |
| Day of Defeat                    | 2003        | FPS               | Windows, Linux                                     |
| Counter-Strike Neo               | 2003        | FPS               | Arcade                                             |
| Counter-Strike: Condition Zero   | 2004        | FPS               | Windows, Xbox, Linux                               |
| Counter-Strike: Source           | 2004        | FPS               | Windows, Mac, Linux                                |
| Half-Life: Source                | 2004        | FPS               | Windows, Linux                                     |
| Half-Life 2                      | 2004        | FPS               | Windows, Xbox, Xbox 360, PlayStation 3, Mac, Linux |
| Half-Life 2: Deathmatch          | 2004        | FPS               | Windows, Mac, Linux                                |
| Day of Defeat: Source            | 2005        | FPS               | Windows, Mac, Linux                                |
| Half-Life 2: Lost Coast          | 2005        | FPS               | Windows, Linux                                     |
| Half-Life Deathmatch: Source     | 2006        | FPS               | Windows, Linux                                     |
| Half-Life 2: Episode One         | 2006        | FPS               | Windows, Xbox 360, PlayStation 3, Mac, Linux       |
| Garry's Mod                      | 2006        | Sandbox           | Windows, Mac, Linux                                |
| Half-Life 2: Survivor            | 2006        | FPS               | Arcade                                             |
| Half-Life 2: Episode Two         | 2007        | FPS               | Windows, Xbox 360, PlayStation 3, Mac, Linux       |
| Portal                           | 2007        | Puzzle-Platformer | Windows, Xbox 360, PlayStation 3, Mac, Linux       |
| Team Fortress 2                  | 2007        | FPS               | Windows, Xbox 360, PlayStation 3, Mac, Linux       |
| The Orange Box                   | 2007        | FPS               | Windows, Xbox 360, PlayStation 3                   |
| Counter-Strike Online            | 2008        | FPS               | Windows                                            |
| Left 4 Dead                      | 2008        | FPS               | Windows, Xbox 360, Mac                             |
| Left 4 Dead 2                    | 2009        | FPS               | Windows, Xbox 360, Mac, Linux                      |
| Alien Swarm                      | 2010        | Isometric Shooter | Windows                                            |
| Portal 2                         | 2011        | Puzzle-Platformer | Windows, Xbox 360, PlayStation 3, Mac, Linux       |
| Counter-Strike: Global Offensive | 2012        | FPS               | Windows, Xbox 360, PlayStation 3, Mac              |
| Dota 2                           | 2012        | MOBA              | Windows, Mac, Linux                                |
| Counter-Strike Online 2          | 2013        | FPS               | Windows                                            |
| Counter-Strike Nexon: Zombies    | 2014        | FPS               | Windows                                            |
| Left 4 Dead: Survivors           | 2014        | FPS               | Arcade                                             |
| The Lab                          | 2016        | VR                | Windows                                            |
| Artifact                         | 2018        | TCG               | Windows, Mac, Linux                                |
| Dota Underlords                  | 2020        | стратегія         | Android, iOS, macOS, Windows, Linux                |
| Half-Life: Alyx                  | 2020        | FPS               | VR (Windows)                                       |
| Aperture Desk Job                | 2022        |                   | Windows, Linux                                     |
| Counter-Strike 2                 | 2023        | FPS               | Windows                                            |

### Ігрові рушії
- GoldSrc (1998)
- Source (2004)
- Source 2 (2015)

### Програмне забезпечення
- SteamOS — Лінукс.
- Steam Link

### Апаратне забезпечення
- Valve Index
  - Шолом Valve Index
  - Контролери Valve Index
  - Базові станції Valve Index
- Steam Controller
- Steam Deck
- Steam Machine

## Корпоративна культура компанії

### Ідеологія
На думку Ґейба, в технологічній індустрії недоречна і марна річ ієрархія, немає потреби у формальному менеджменті і кар'єрному рості. В інтерв'ю газеті «The New York Times» Грек Кумер (один з перших співробітників) сумнівався, що Ньюелл є СЕО, але відмічав, що технічно, він ним, швидше за все, є. У посібнику для новачків Valve написано, що Ґейб Ньюел в найбільшому степені, серед інших, не є начальником.

### Структура
Анархічна структура компанії передбачає, що співробітники самостійно вибирають, над яким проєктом їм працювати, але ніхто у Valve не має права їм вказувати, чим займатися. Вони створюють робочі групи, переманюючи один одного із проєкту в проєкт. Між
собою група лише вирішує, хто стане поточним лідером, хто стане тримати в голові всю інформацію про проєкт і координувати його. Valve стимулює часту зміну складу груп, щоб їх не поглинула бюрократія, і вони залишалися на стороні користувача. Цей підхід проявляється, наприклад, в тому, що столи всіх співробітників мають коліщатка — це спрощує постійні переміщення.

### Проблеми підходу
Майкл Абраш відзначав, що в перші тижні колеги припускали, що йому варто придивитися до якоїсь сфери, після чого він став думати інакше: думати, що цінного він робить в компанії, чого поки що ніхто не робить. Після чого він почав займатися створенням окулярів віртуальної реальності.
Така свобода дуже ускладнює пошук нових співробітників. Фактично, вся компанія націлена на пошук новобранців, потенційних співробітників регулярно кличуть на співбесіди.
Компанію приваблюють люди із багатих досвідом, «кращі решти в цій справі». Наприклад, в компанії працював грецький економіст
Яніс Варуфакіс, найнятий за те, що його блог про європейську фінансову кризу сподобався Ґейбу; колишня артистка лялькового театру; творець спецефектів для фільму «Володар перснів» і «Кінг Конг». В компанії цінуються працівники, які здатні спростити або швидко вирішити проблему, а також ясно зрозуміло пояснити, як саме вони це зробили.
Така система може існувати тільки за повної незалежності компанії. Незалежність від видавців забезпечує сервіс Steam, який робить саму Valve видавцем. Компанія була заснована без інвесторів, і на момент кінця 2014 року всі активи знаходилися у співробітників компанії. За словам Ньюела, якщо справи підуть погано, компанія буде розпущена, а не продана.
Відсутність ієрархії створює проблеми співробітникам поза корпорацією: їм доводиться вигадувати собі посади, щоб їх сприймали всерйоз.